# William Grocyn
William Grocyn (né vers 1446 à Colerne, dans le Wiltshire, mort à Maidstone en 1519) est un helléniste anglais, et collaborateur d'Érasme.

## Biographie
Ses parents destinaient Grocyn à la prêtrise : ils l'envoyèrent étudier au Winchester College, et en 1465 il obtint une bourse pour le New College à Oxford. En 1467 il était élu fellow de ce collège, et fut le tuteur de William Warham, le futur archevêque de Cantorbéry. En 1479, Grocyn prit la direction du rectorat de Newton Longville, dans le Buckinghamshire, tout en continuant à vivre à Oxford. En tant que maître de conférences de théologie à Magdalen College, il s'opposa en 1481 au titulaire de la chaire de théologie de l'université, John Taylor, en présence du roi Richard III, lequel rendit hommage à ses qualités de polémiste par l'octroi d'une rente. En 1485, Grocyn devenait chanoine prébendier de la cathédrale de Lincoln. Vers 1488, il partit pour l'Italie afin d'y recevoir l'enseignement des meilleurs hellénistes du temps, Démétrios Chalcondyle et Ange Politien. Il visita Florence, Rome et Padoue, et revint en Angleterre en 1491. En tant que Maître de conférences d'Exeter College d'Oxford, il introduisit à l'université la connaissance du grec ancien.
Érasme écrit dans l'une de ses lettres que Grocyn savait déjà le grec avant son voyage d'Italie. Le prévôt de New College, Thomas Chaundler, avait invité l'helléniste Cornelius Vitelli, alors en visite à Oxford, à prononcer le discours inaugural (prælector). C'était vers 1475, et comme Vitelli était déjà presque certainement familier de la littérature grecque, il est possible que c'est de lui que Grocyn ait appris cette langue. Il paraît avoir habité Oxford jusqu'en 1499, mais il est certain qu'au moment où son ami John Colet devenait doyen du chapitre de Saint-Paul en 1504, il habitait déjà à Londres. Colet proposa à Grocyn de prononcer les sermons à Saint-Paul. Il dénonça d'abord ceux qui contestaient l'authenticité de la Hierarchia ecclesiastica, attribuée à Denys l'Aréopagite, mais dut se rétracter devant l'accumulation des preuves, et reconnut enfin publiquement sa méprise. Il comptait désormais parmi ses amis Thomas Linacre, William Lilye, William Latimer et Thomas More, et Érasme écrit en 1514 que Grocyn l'a hébergé à Londres, l'appelant « notre ami et maître à tous. »
Grocyn était titulaire de nombreuses prébendes, mais sa générosité envers ses amis le jetait dans de perpétuelles difficultés financières, et quoiqu'en 1506 il devînt maître du Collège d'All Saints de Maidstone, dans le Kent, sur la recommandation de l'archevêque Warham, il se trouvait souvent dans la situation d'emprunter auprès de ses amis, et même de mettre en gage sa médaille de prévôt. Il mourut en 1519, et fut inhumé dans la collégiale de Maidstone.
Linacre, son exécuteur testamentaire, investit ses biens à parts égales entre des aumônes aux nécessiteux, et l'achat de livres pour les étudiants modestes.

## Postérité
Il ne nous reste, pour juger de son érudition, que quelques vers latins adressés à une dame qui l'avait dédaigné, et une lettre à Aldo Manuce faisant préface à la traduction en latin du traité De Sphæra de Proclus par Linacre (Venise, 1499). Il ne mena jamais à terme son projet de traduire, avec Linacre et Latimer, les œuvres d'Aristote. Anthony Wood lui attribue, sans autre raison que son propre jugement, quelques écrits en latin. Erasme le décrit comme « un homme menant une vie des plus chastes et des plus austères, respectant les avis de l’Église jusqu'à la superstition ; connaissant la scolastique sur le bout des doigts, et congénitalement d'un jugement des plus sûrs, bref très versé dans toutes les branches de la connaissance. »
Grocyn a laissé son nom à la chaire d'humanités de l'université d'Oxford. Le titulaire actuel est Juliane Kerkhecker, fellow et professeur d'Oriel College.